# Thaumatomyrmex atrox
Thaumatomyrmex atrox is een mierensoort uit de onderfamilie van de Ponerinae. De wetenschappelijke naam van de soort is voor het eerst geldig gepubliceerd in 1939 door Weber.